# Наукова фантастика (італійський журнал)
Scienza Fantastica (Наукова фантастика ) — перший журнал, присвячений науковій фантастиці, виданий в Італії. Він виходив з квітня 1952 по березень 1953 р. Загалом на 7 номерів у видавництві Krator Editions в Римі (Вітторіо Крамер та Ліонелло Тороссі ) та під керівництвом Ліонелло Тороссі. 
Журнал, який мав підзаголовок «Пригоди у просторі, часі та вимірах» («Avventure nello spazio tempo e dimensioni»), публікував серійні науково-фантастичні оповідання та романи переважно англосаксонських письменників, взяті з американського журналу Astounding Science-Fiction, з важливими авторами з першого випуску, в т.ч. Артур Ч. Кларк та Лестер дель Рей, за ними у наступних випусках Сиріл Корнблас, Лайон Спрег де Кемп, Маррі Лайнстер, Гаррі Бейтс, Сиріл Джадд, Айзек Азімов, Теодор Стерджен та Чед Олівер.
Журнал також залишається відомим тим, що публікував перші історії італійських авторів цього жанру, включаючи, з першого випуску, історії, написані самим редактором Ліонелло Тороссі під псевдонімом Массімо Зено. 
«Scienza fantastica» була запропонована як перший італійський переклад англійського терміна наукова фантастика (science fiction): вислів «fantascienza» з'явився (як «fanta-scienza») лише через сім місяців у номері No. 3 Уранії, в листопаді 1952 р. 
Історії були проілюстровані. Також були опубліковані наукові рубрики, листи, конкурси на оповідання та читацькі малюнки. 

## Примітка
1. 1 2 3  (Vegetti 2000).
2. ↑  NL - Fantafolio 18. Архів оригіналу за 15 травня 2021. Процитовано 15 травня 2021.